# Co Lunggyog
Co Lunggyog (kinesiska: Cuo Longjiao, 错陇角) är en sjö i Kina. Den ligger i den autonoma regionen Tibet, i den sydvästra delen av landet, omkring 410 kilometer nordväst om regionhuvudstaden Lhasa. Den ligger vid sjön Biluo Cuo. Trakten runt Co Lunggyog består i huvudsak av gräsmarker.
Genomsnittlig årsnederbörd är 347 millimeter. Den regnigaste månaden är juli, med i genomsnitt 130 mm nederbörd, och den torraste är december, med 2 mm nederbörd.